# Sh2-301
Sh2-301 (conosciuta anche come Gum 5) è una nebulosa a emissione visibile nella costellazione del Cane Maggiore.
Si individua nella parte centro-settentrionale della costellazione, esattamente 8° a nord della stella Wezen, una delle più brillanti del Cane Maggiore, immersa in un campo stellare che si fa man mano più ricco in direzione est; può essere osservata e fotografata con strumenti amatoriali di potenza elevata, con l'aiuto di appositi filtri. Il periodo più propizio per la sua osservazione nel cielo serale è compreso fra i mesi di dicembre e aprile; la sua declinazione meridionale fa sì che sia osservabile con più facilità dalle regioni australi.
Si tratta di una regione H II estesa per circa 9' e la sua distanza è stata oggetto di studio nel corso del tempo; secondo i primi studi in questo senso, risalenti agli anni ottanta, quest'oggetto sarebbe situato alla distanza di circa 5800 parsec (18900 anni luce), sulla parte più esterna del Braccio di Perseo. Studi più recenti invece tendono a ridurre questa distanza fino a circa 4000 parsec (13040 anni luce), in una zona più interna del Braccio di Perseo, ad una distanza coincidente con il bordo più prossimo di una vasta superbolla nota come GS234-02, in cui hanno luogo alcuni episodi di formazione stellare; questa superbolla sarebbe stata originata dall'esplosione di numerose supernovae, generate da stelle formatesi nella regione in un primo ciclo di formazione stellare. La massa della nube, incluso il gas delle regioni nebulose molecolari adiacenti è stimata in circa 8700 masse solari e appare in uno stato evolutivo piuttosto avanzato.